# Sábado (álbum)
Sábado é o segundo álbum de estúdio do cantor e compositor carioca Cícero. Como o primeiro, também foi lançado de forma independente e disponibilizado para download gratuito no site do artista. O álbum foi produzido pelo próprio Cícero, juntamente com Bruno Schulz e Bruno Giorgi, e conta com participações de Marcelo Camelo, Mahmundi e Silva.

## Recepção da crítica
"O novo disco faz parte de um diálogo da vida urbana com questões pessoais. Para fugir dos fantasmas do segundo disco, Cícero partiu do mesmo lugar, dessa vez porém chegou mais longe." (Jornal O Globo, agosto 2013)
http://oglobo.globo.com/cultura/um-outro-dia-para-cicero-9748778
"São menos de 30 minutos embalados por uma MPB moderna com leves traços de indie rock e tímidas guitarras sujas, gravados em diversas casas por onde o músico passou nos últimos meses (Rolling Stone, setembro 2013)
http://rollingstone.uol.com.br/guia/cd/sabado/

## Faixas
Todas as faixas escritas e compostas por Cícero Rosa Lins. 
| Edição padrão |                          |         |  |
| N.º           | Título                   | Duração |  |
| 1.            | "Fuga Nº3 da Rua Nestor" | 2:45    |  |
| 2.            | "Capim-Limão"            | 2:57    |  |
| 3.            | "Ela e a Lata"           | 2:25    |  |
| 4.            | "Fuga Nº4"               | 3:19    |  |
| 5.            | "Pra Animar o Bar"       | 2:37    |  |
| 6.            | "Por Botafogo"           | 4:11    |  |
| 7.            | "Duas Quadras"           | 2:24    |  |
| 8.            | "Asa Delta"              | 2:01    |  |
| 9.            | "Porta, Retrato"         | 2:48    |  |
| 10.           | "Frevo Por Acaso"        | 4:00    |  |